# Тут мій причал
«Тут мій причал» (рос. Здесь мой причал) — радянська телевізійна стрічка 1976 року режисерів Владилена Недолужко та Рубена Мурадяна.

## Синопсис
У телефільмі йдеться про дружбу, відданість, сімейні взаємини. Усі події у телефільмі відбуваються на облавку річкового прогулянкового пароплава.

## У ролях
- Олексій Ейбоженко — Іван[2]
- Олена Добронравова — Ганна Сергіївна
- В'ячеслав Шалевич — Мітька Барабанов
- Ія Арепіна — лікарка
- Валентина Ананьїна — касирка
- Лев Золотухін[ru] — капітан паропава
- Абдульхайр Касимов[ru] — пасажир паропава
- Аслі Бурханов[ru] — пасажир паропава
- Віктор Бунаков — епізодична роль
- Тетяна Шихова — епізодична роль
- Надія Самсонова — епізодична роль
- Леонід Іудов — епізодична роль
- Михайло Бочаров — епізодична роль

## Творча група
- Режисер-постановник: Владилен Недолужко, Рубен Мурадян
- Сценарист: Едуард Акопов[ru]
- Оператор-постановник: Віктор Масевич
- Художник-постановник: Борис Царьов
- Режисер монтажу: Лариса Раєва
- Звукооператор: Юрій Федоров
- Редактор: Юлія Слєпцова
- Композитори: Едуард Хагагортян, Юрій Тер-Осипов